# 北京地铁QKZ5型电动车组
北京地铁QKZ5/CCD3004型电动车组是用于北京地铁首都机场线的两种列车车型。

## 简介
QKZ5型由长春轨道客车和庞巴迪运输制造，共10组40辆，每节车厢共2对车门，为外置滑轨门。在2008年7月19日开始在首都机场线运营，列车配属于天竺车辆段。本款列车为直线电动机驱动列车，列车内部以座位为主。由于列车采用全自动控制，可实现无人驾驶，出厂时首尾车并未安装驾驶室，司机椅可供乘客使用。运营初期，列车暂不实行无人驾驶，驾驶员在开放式驾驶室中操纵列车。自2012年3月8日开始正式实行自动驾驶，但司机仍需在驾驶室内监控列车。
2018年9月，首都机场线增购车辆采购项目发布招标公告，计划增购8列（32辆）直线电机车辆，中车长客同年11月中标。2021年2月26日，第11组列车运抵天竺车辆段，该车定型为CCD3004型，采用以蓝色为主的新涂装，座椅款式与一期车不同，且使用与国铁复兴号动车组所用款式相近的座套，车厢内新增衣帽钩和USB充电口，座椅宽度和间距也有所扩大。
2022年1月至2月，首都机场线前5组增购车全部投入运营。2022年12月29日，首都机场线最后一组增购车L1 117抵达天竺车辆段，8组增购车至此全部到段。

## 车辆图片

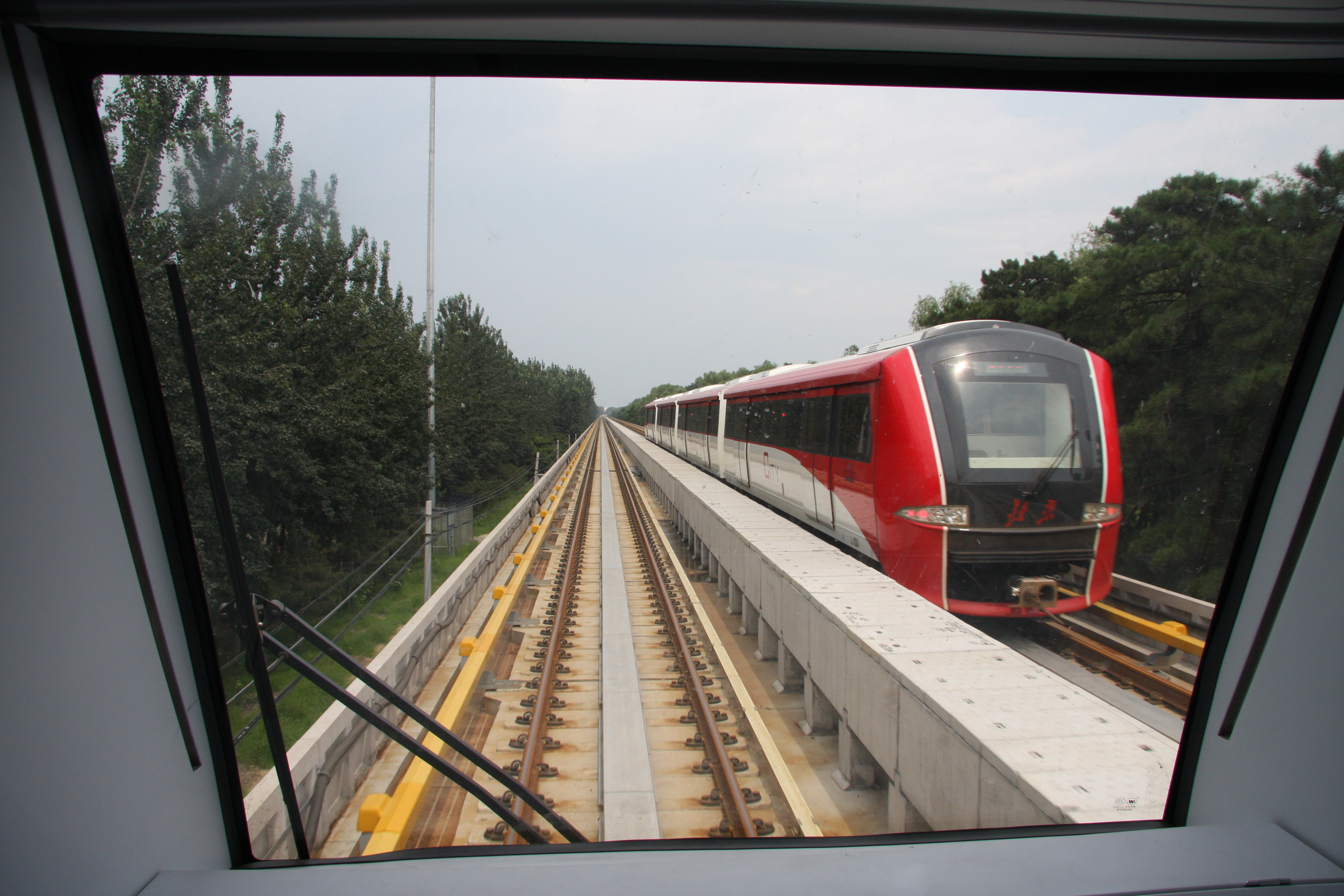
列车尾端
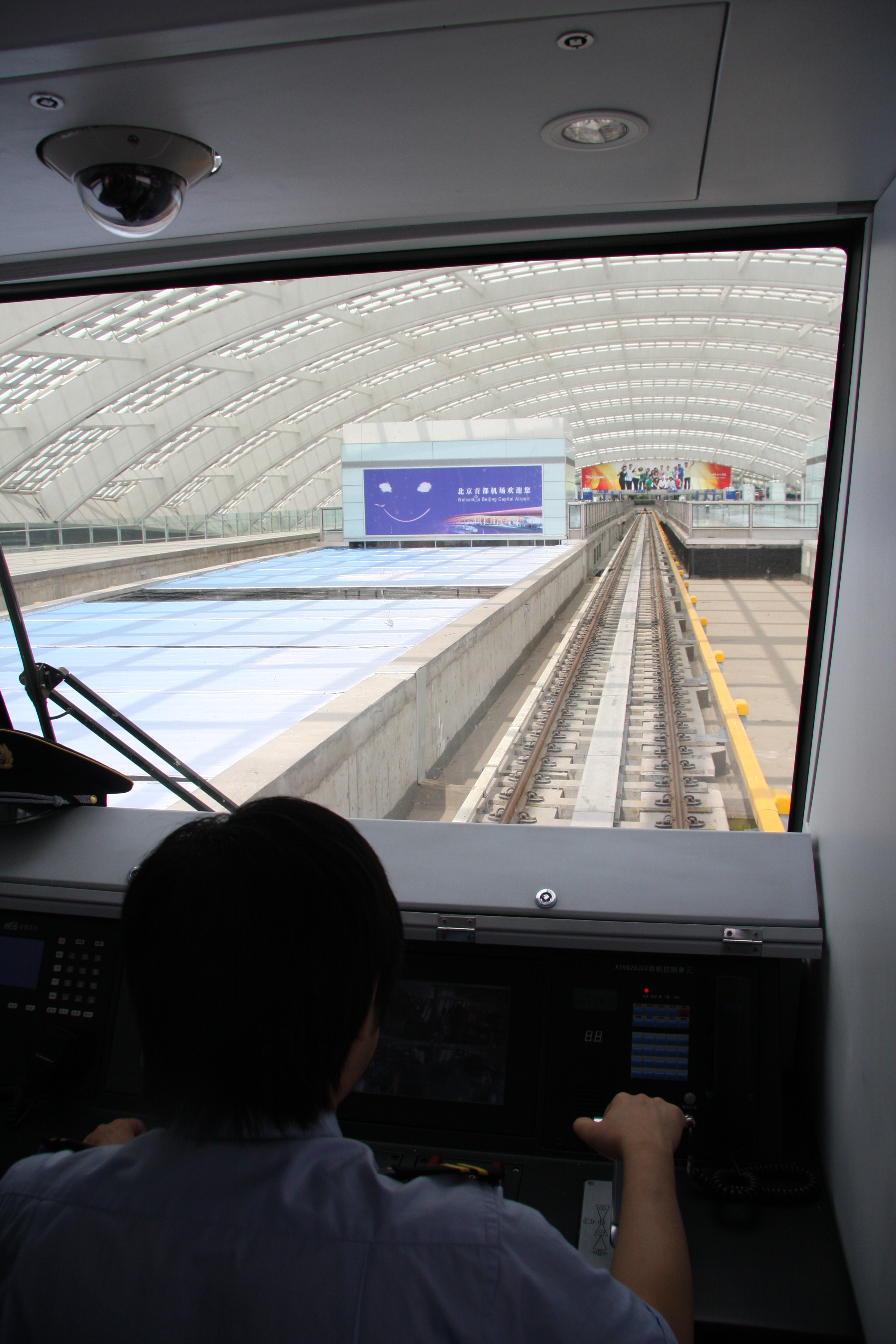
最初的驾驶室
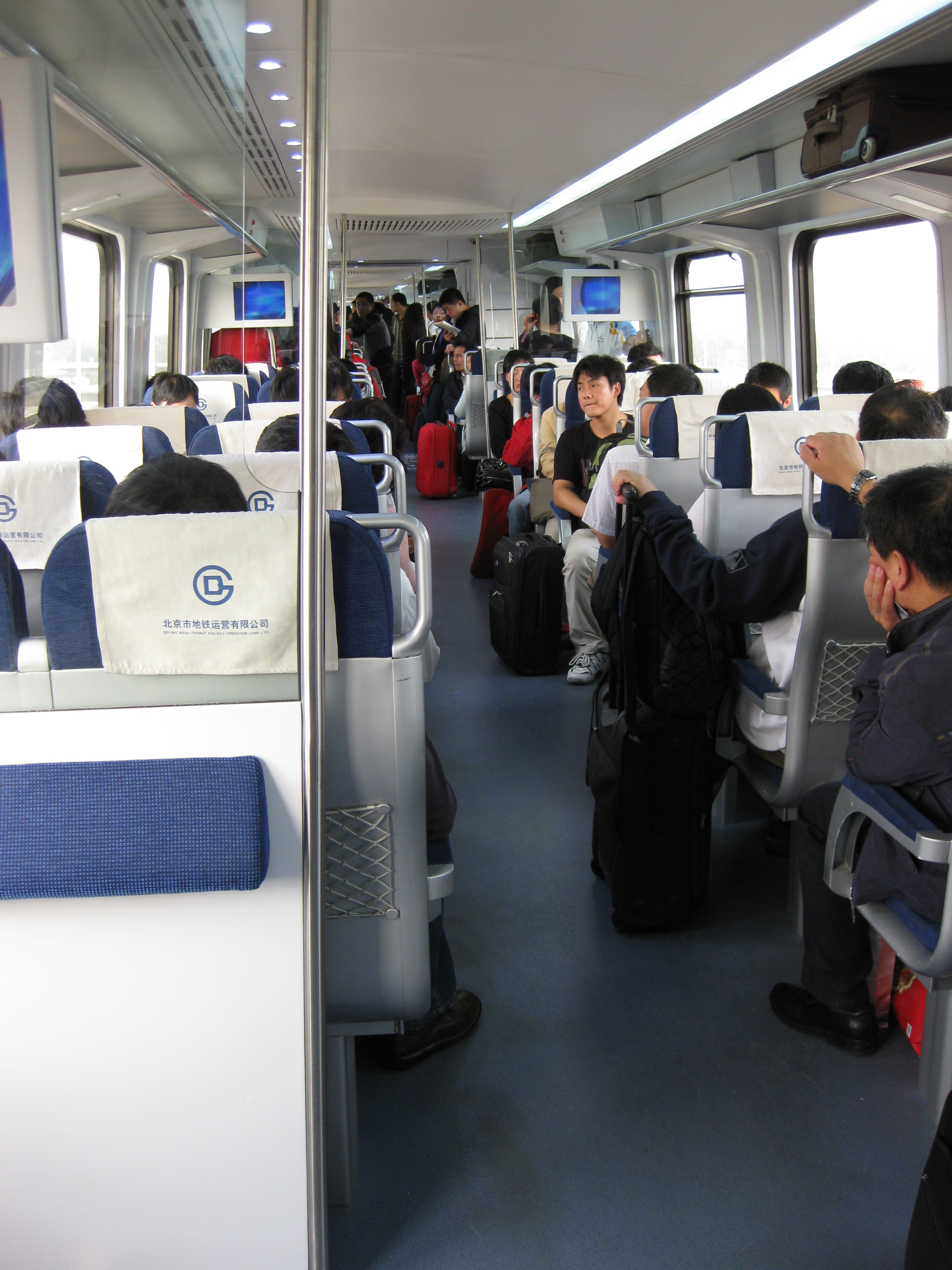
一期车内部（2008年）
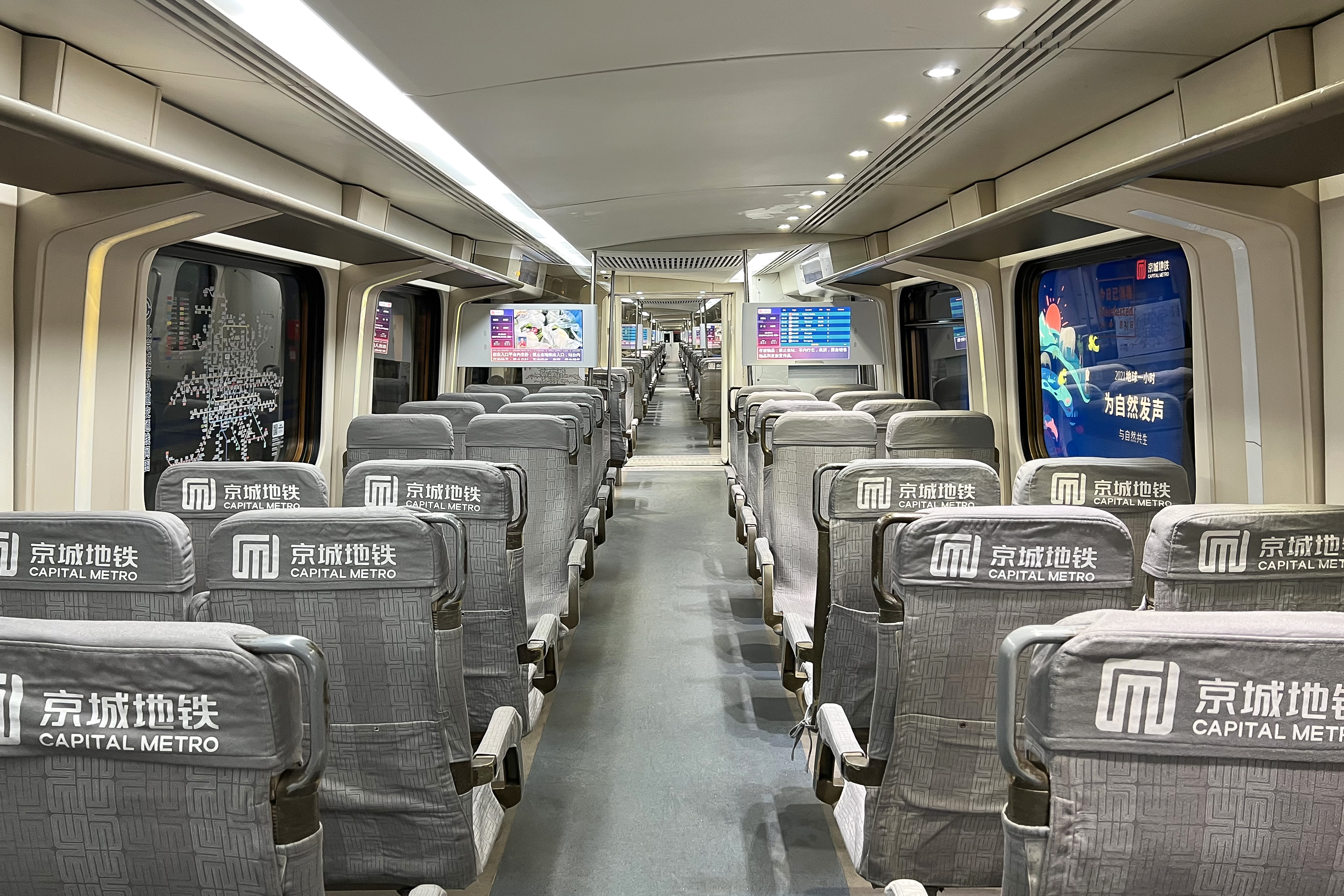
一期车内部（2022年）
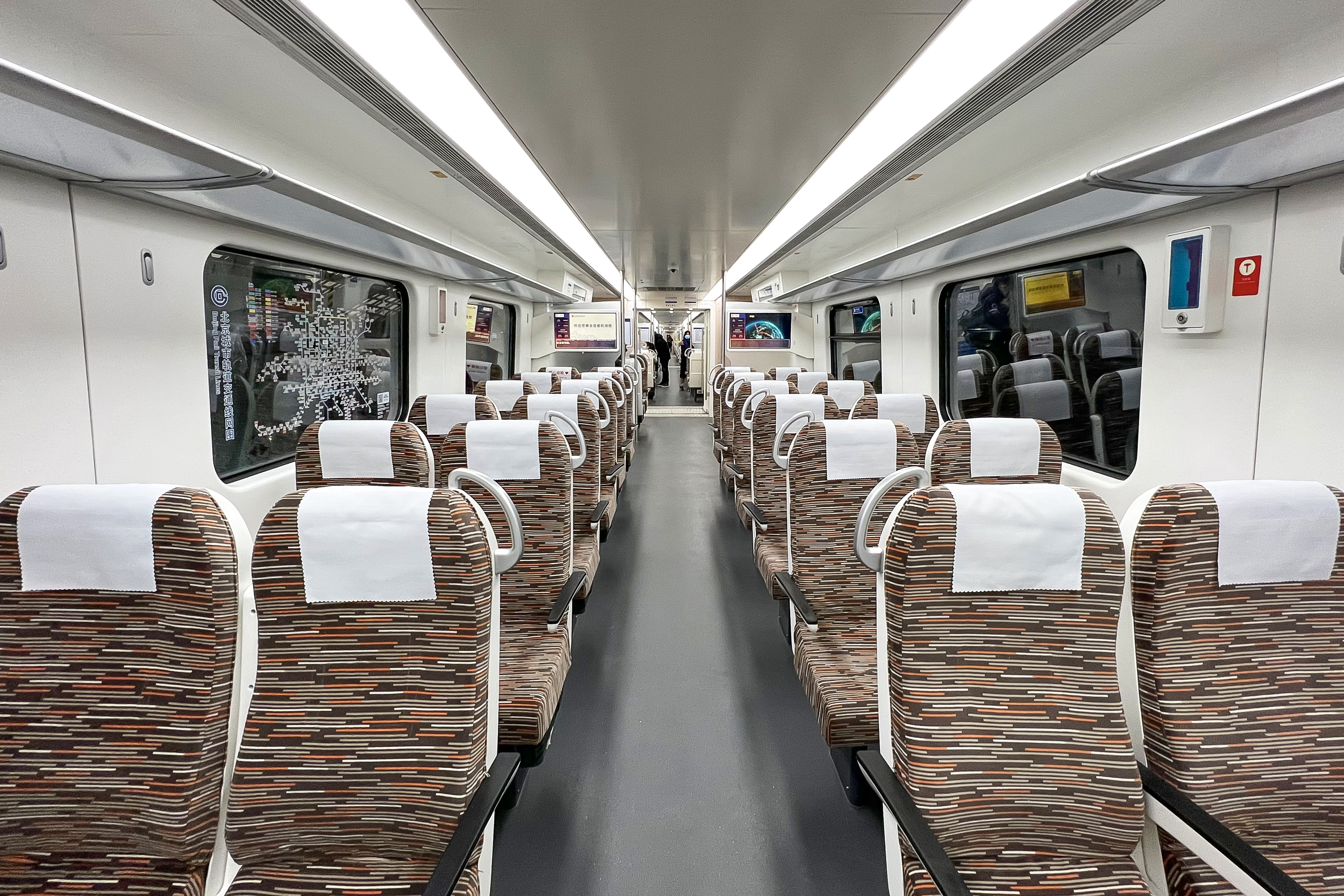
增购车内部
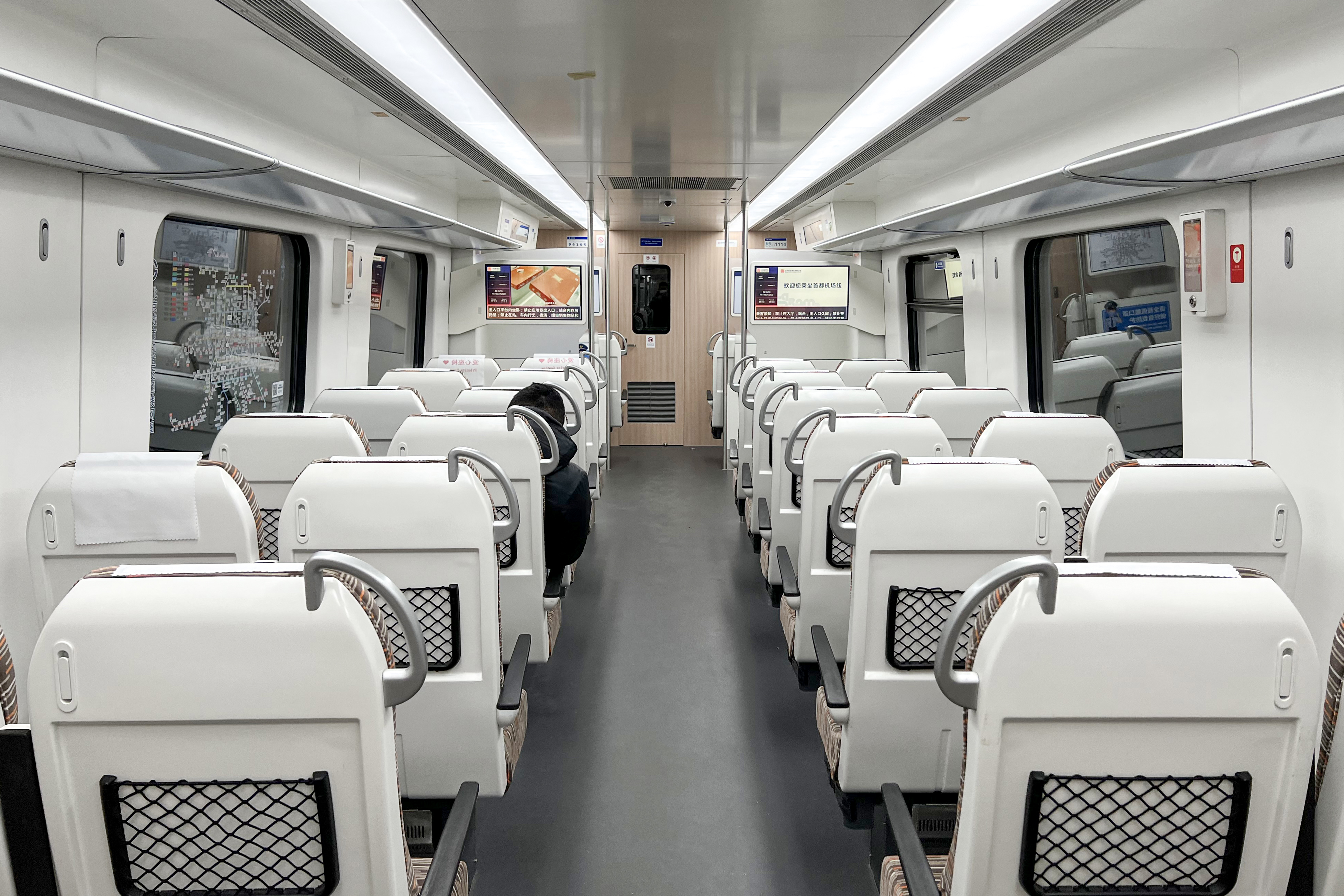
增购车先头车内部
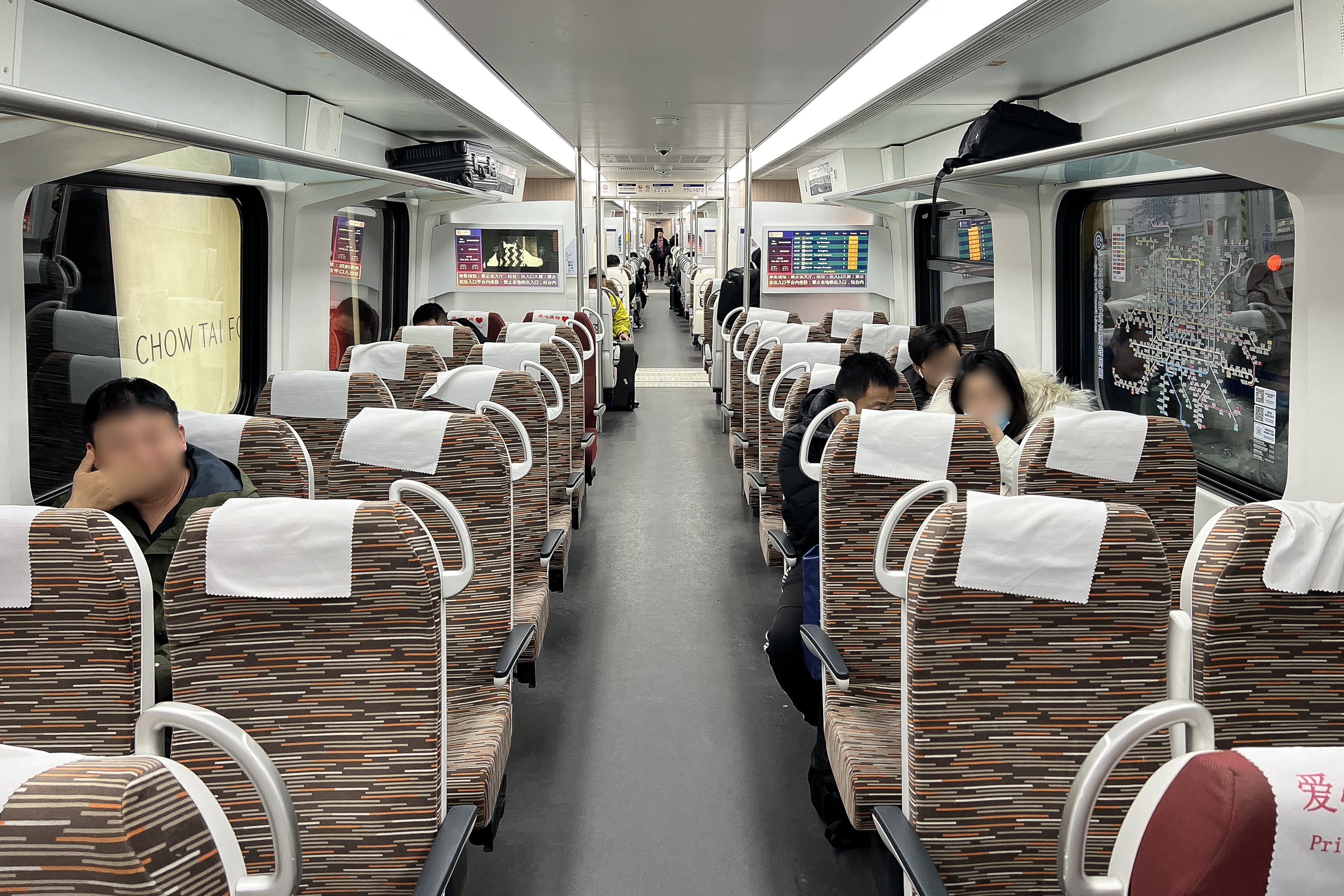
厂修车内部
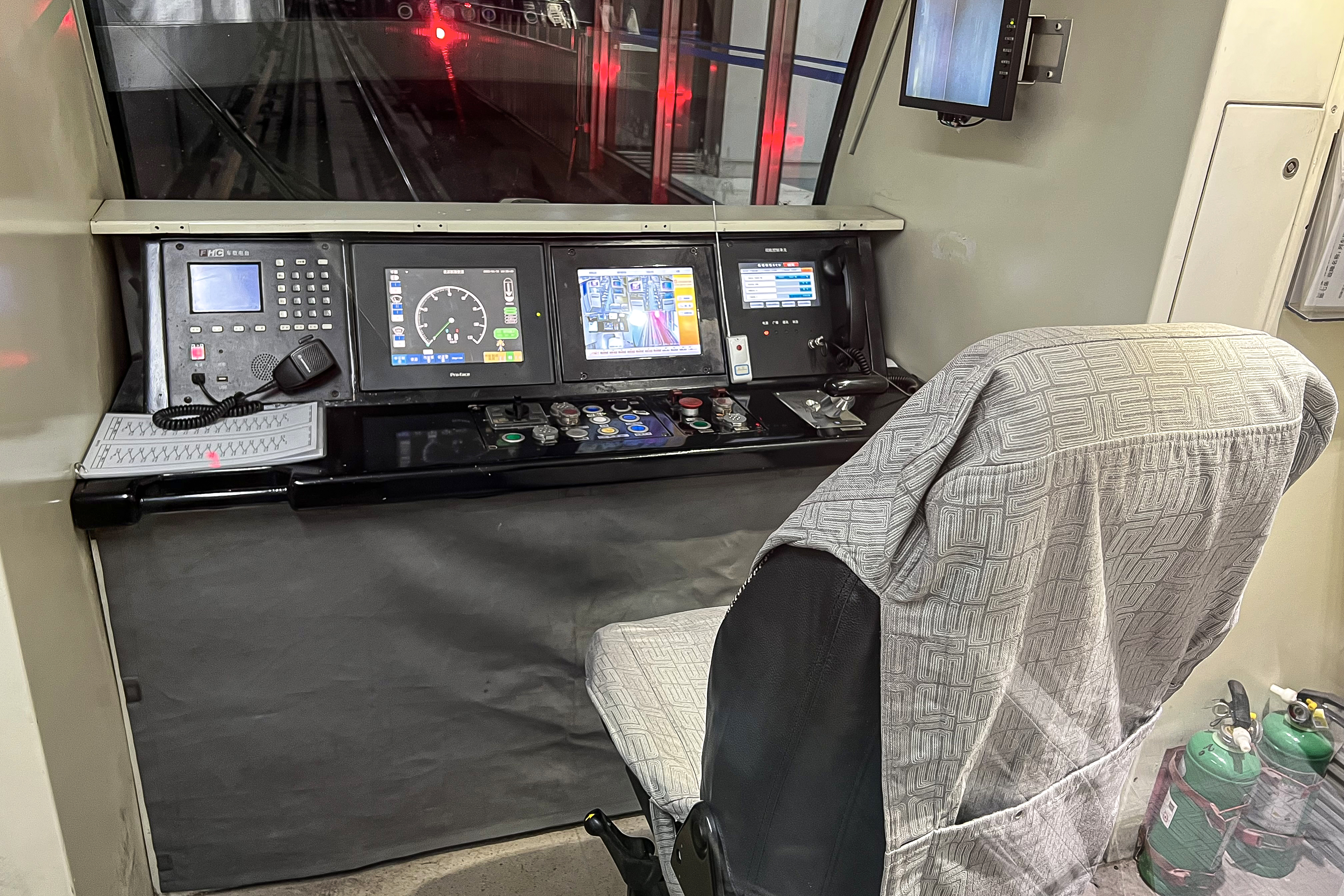
一期车驾驶台
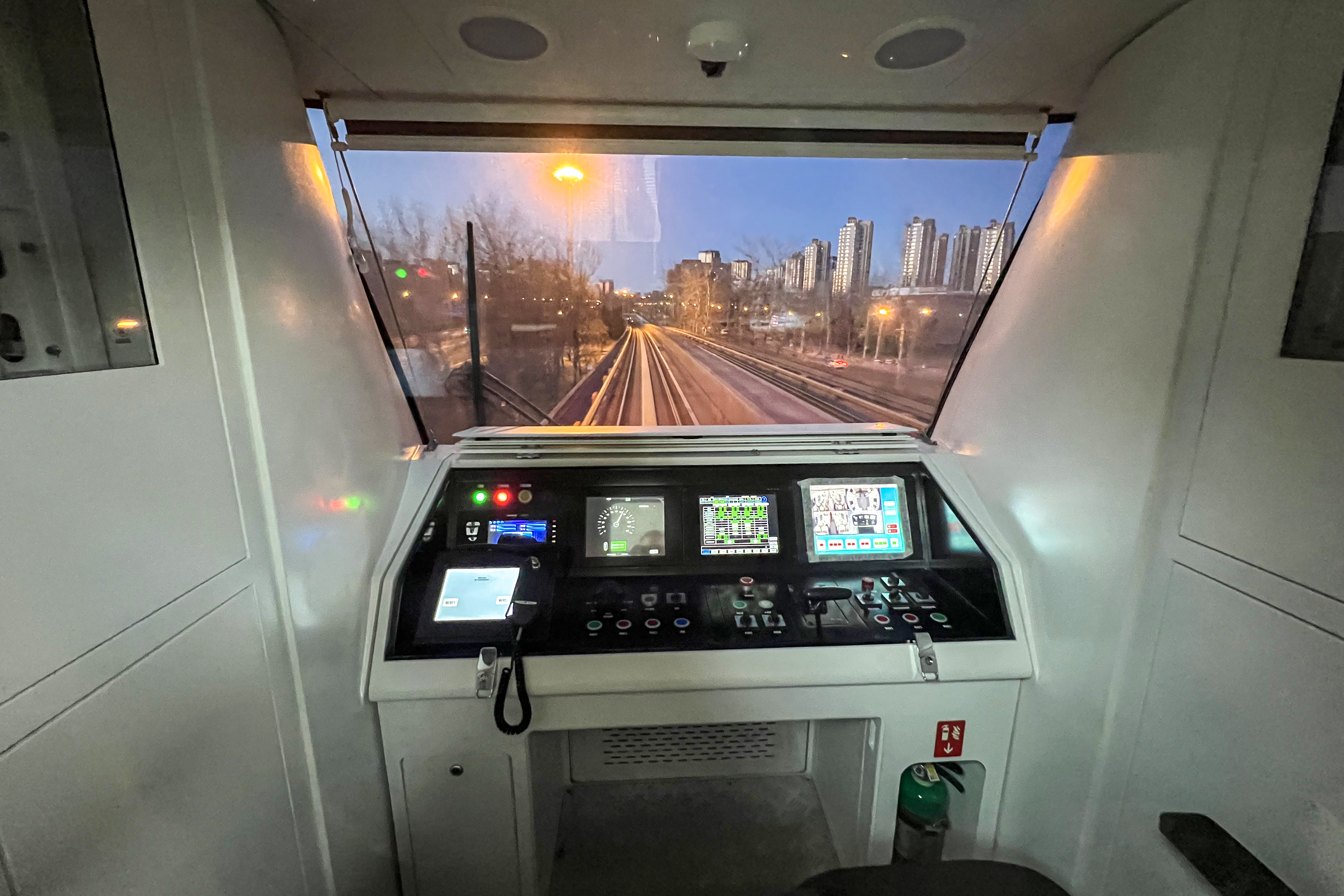
增购车驾驶室
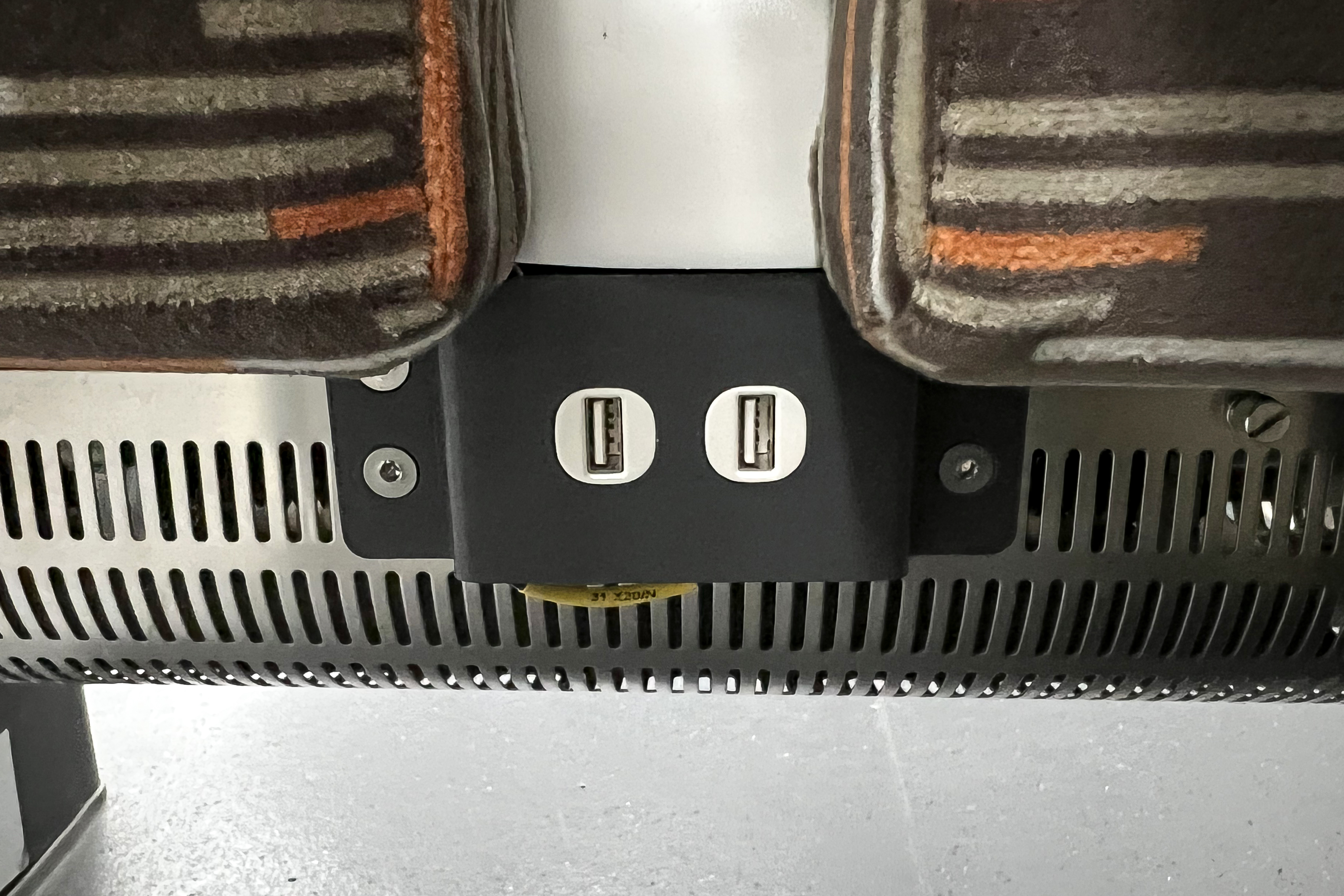
增购车两个相邻座椅间的USB充电口
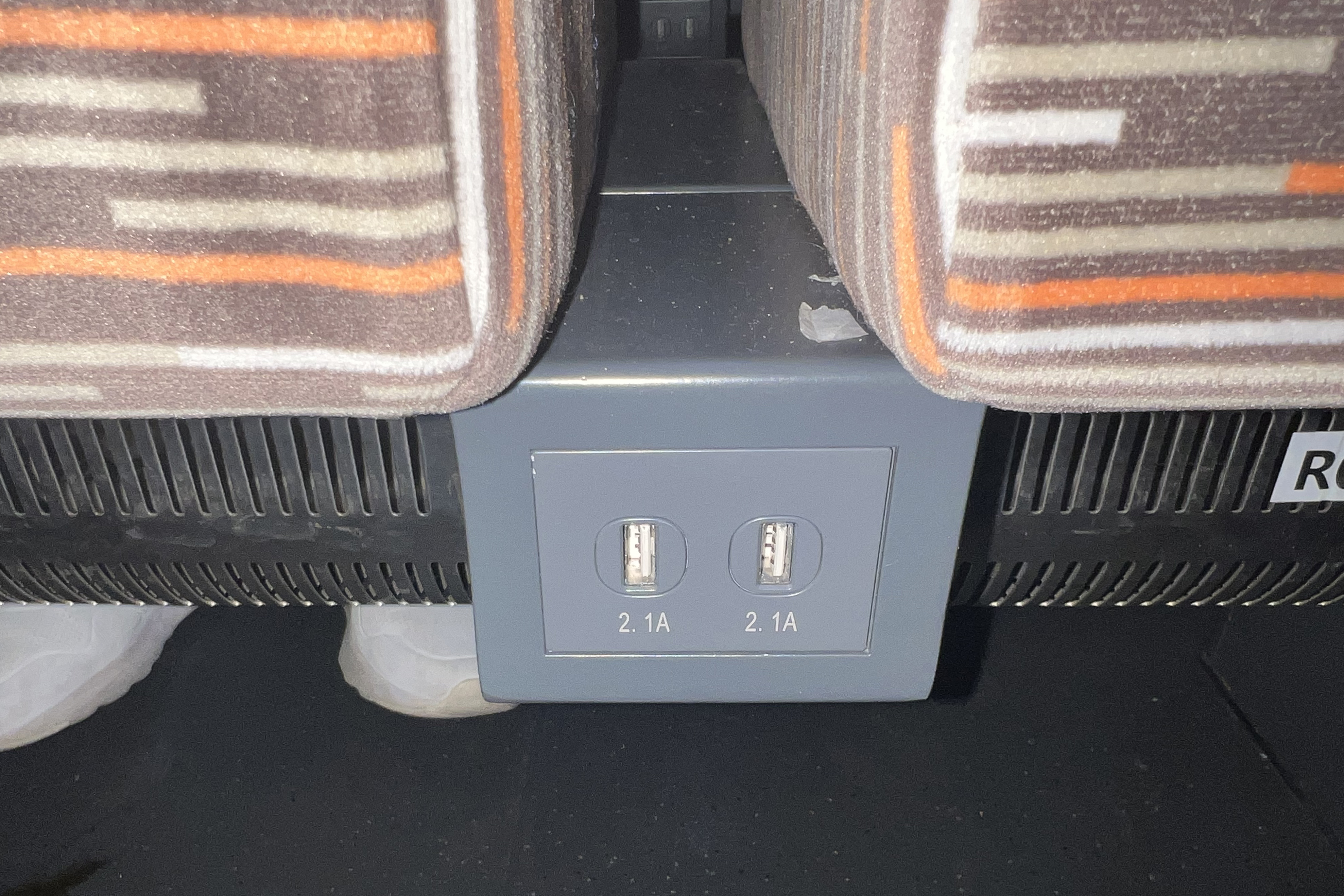
厂修车两个相邻座椅间的USB充电口
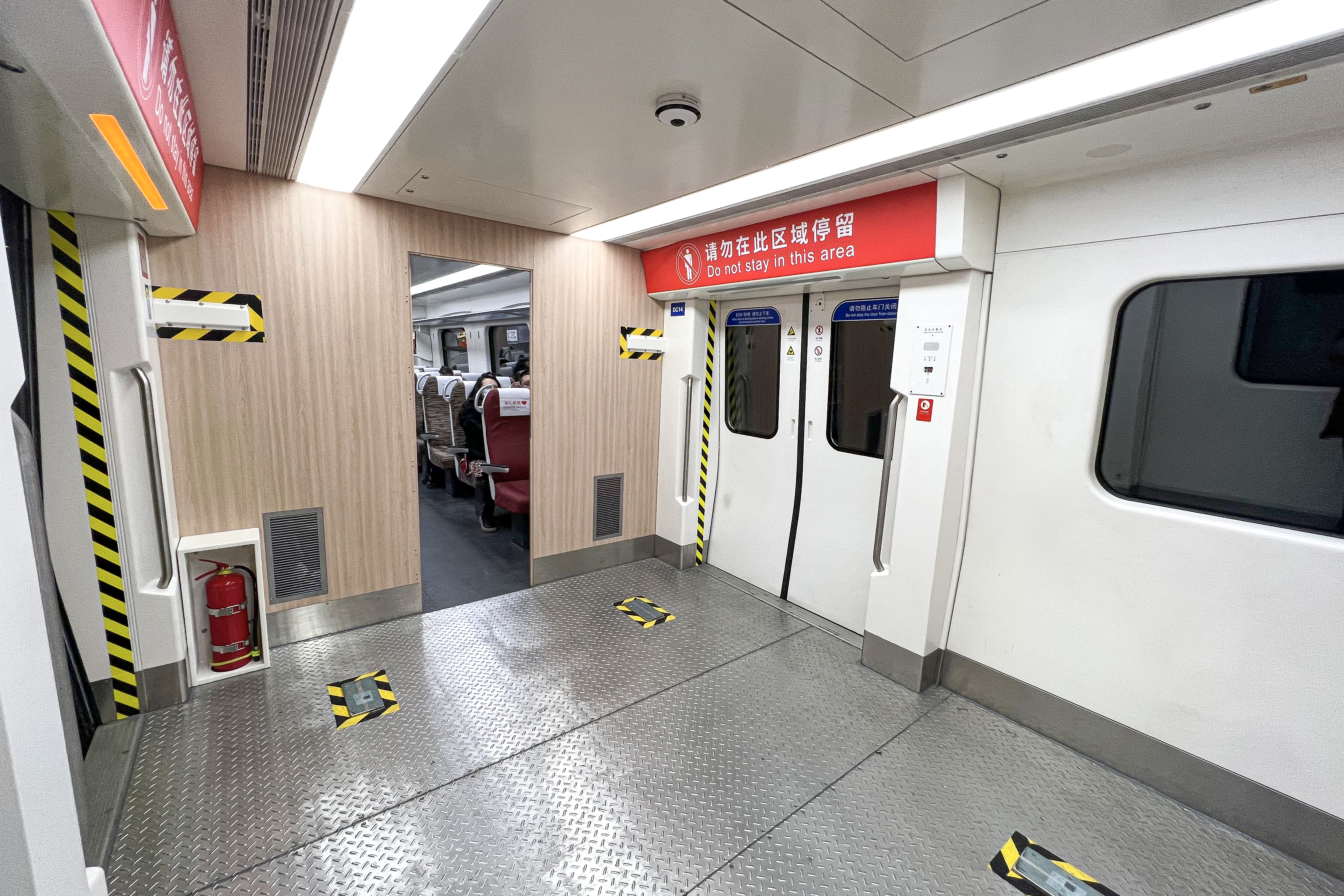
增购车先头车存放托运行李的区域
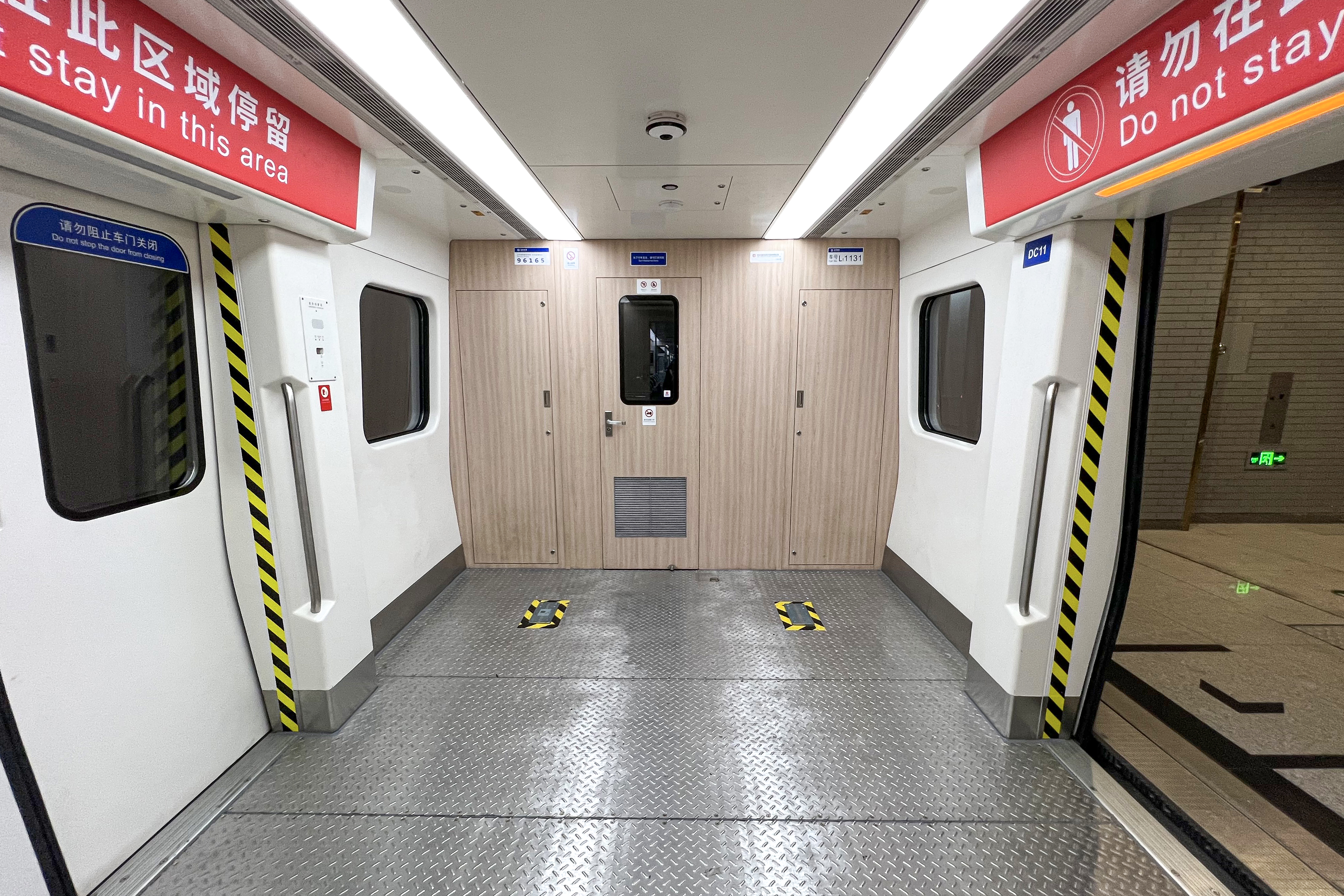
增购车先头车存放托运行李的区域
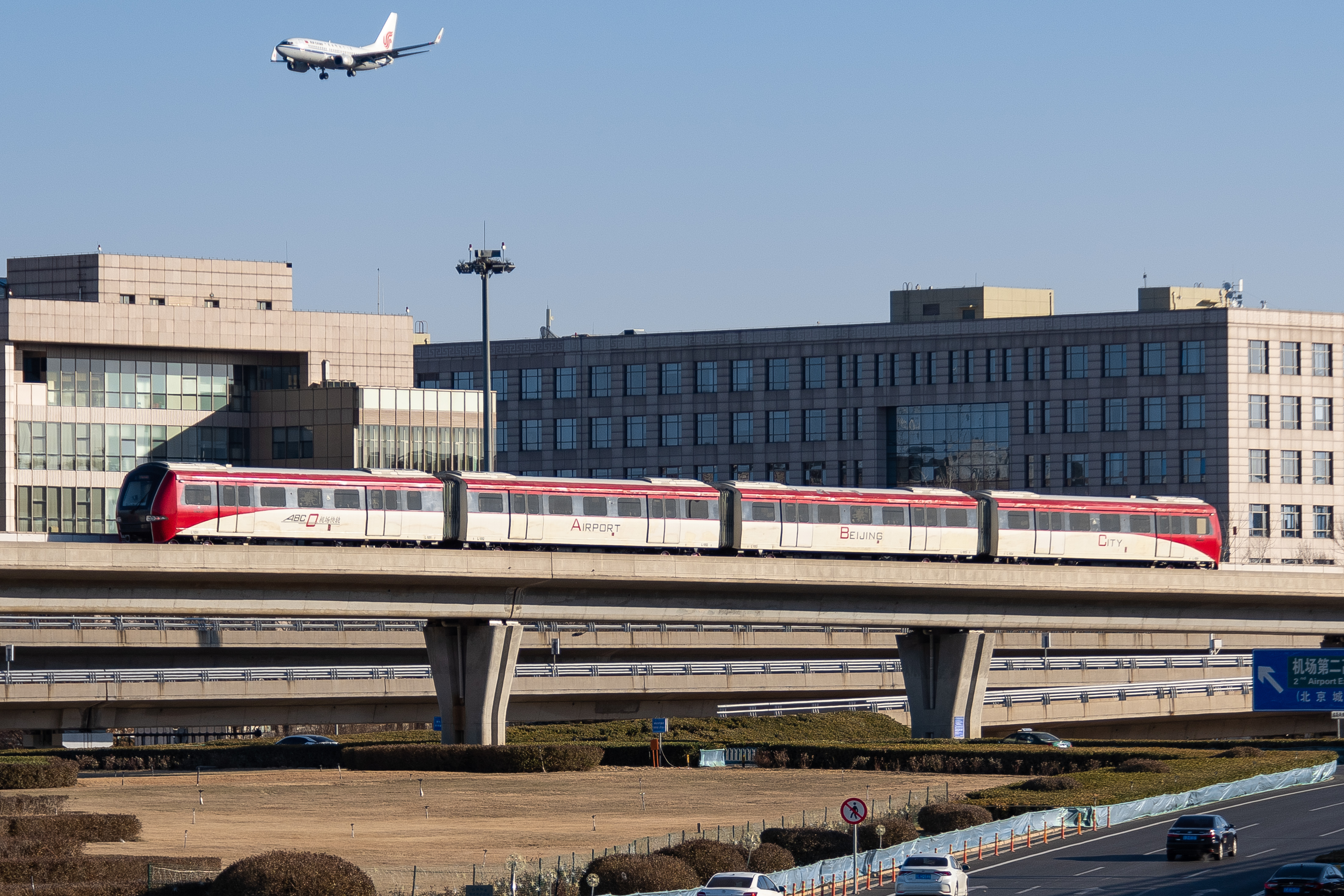
行驶中的列车
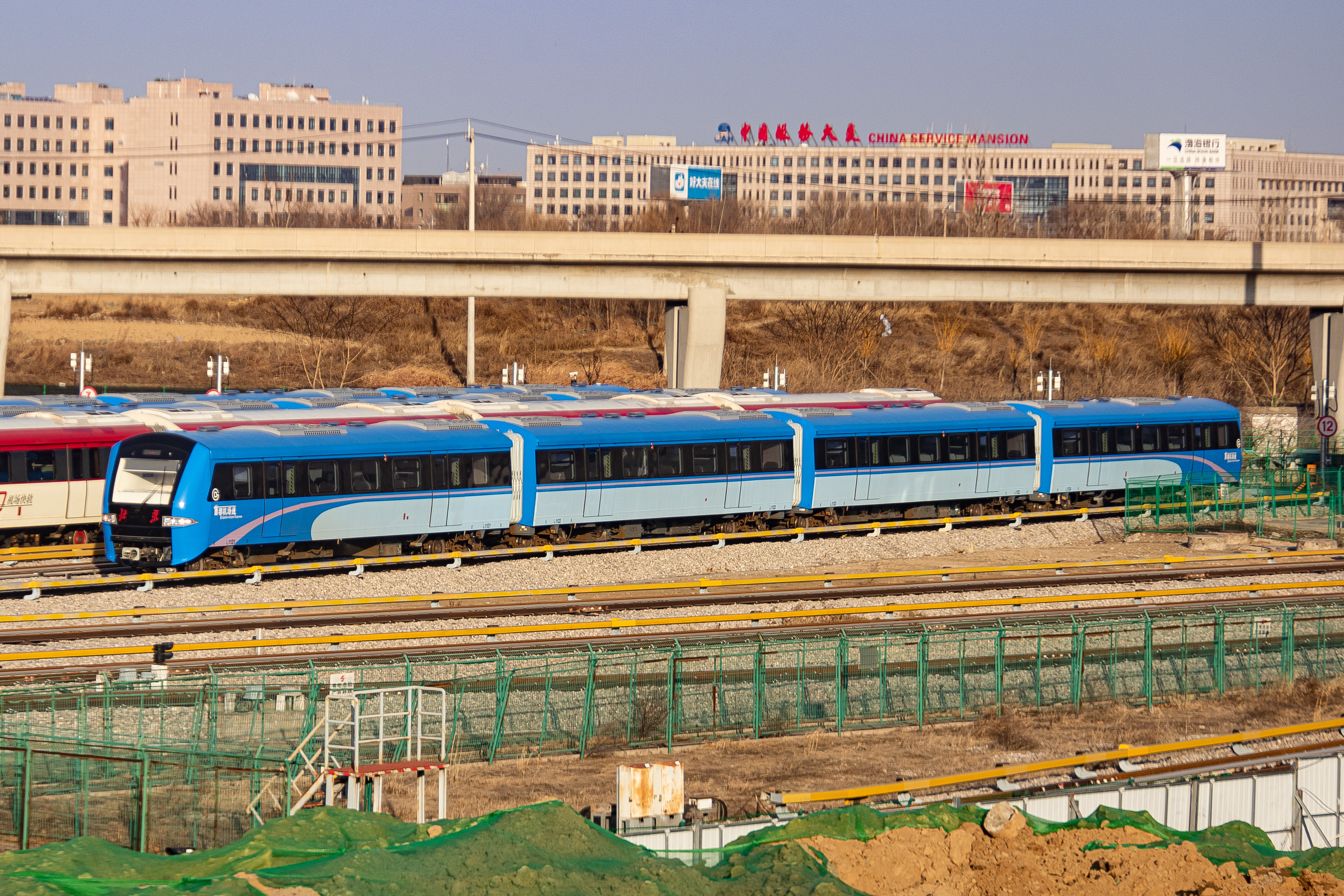
蓝色涂装的增购车
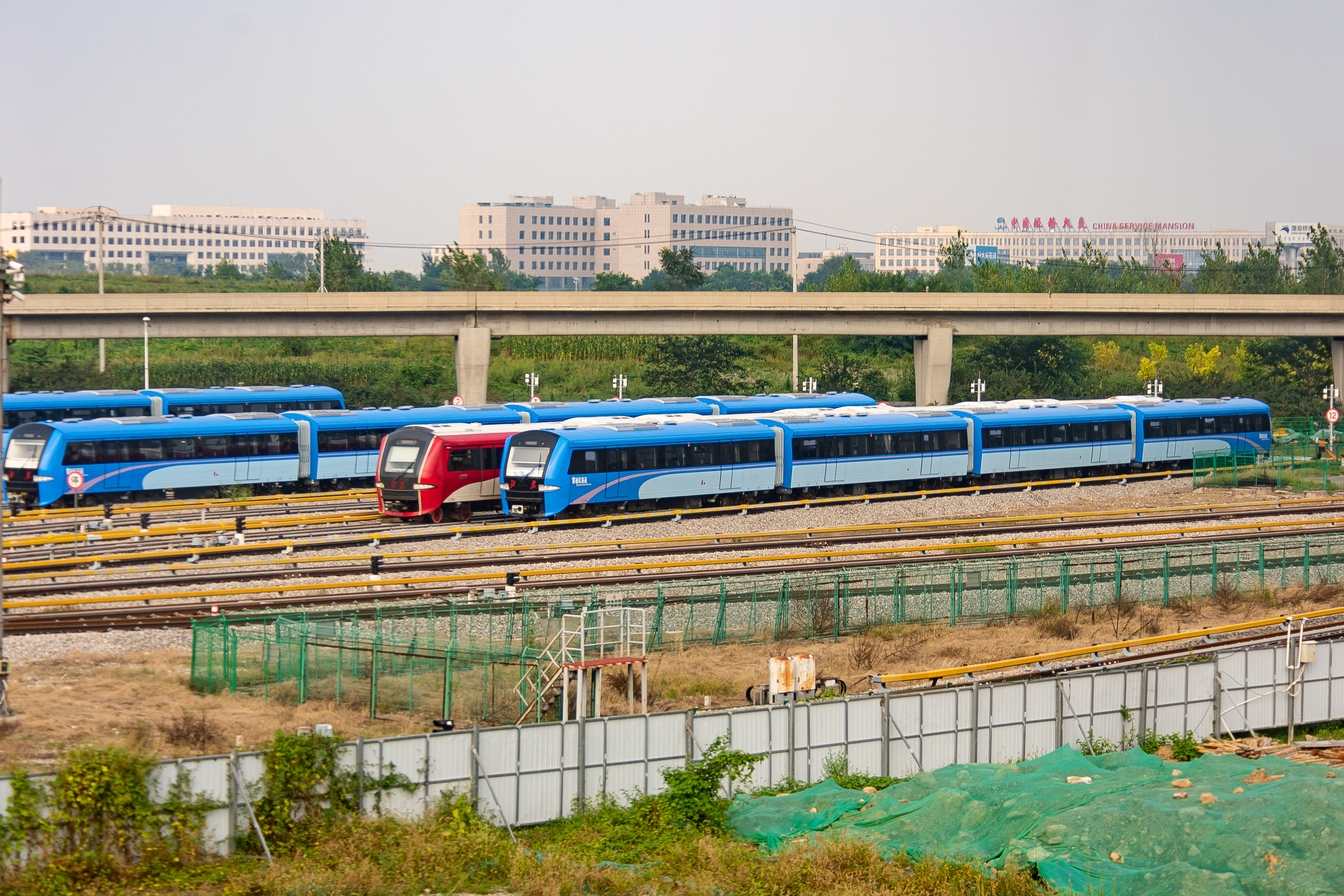
两批车辆同时停放在天竺车辆段内
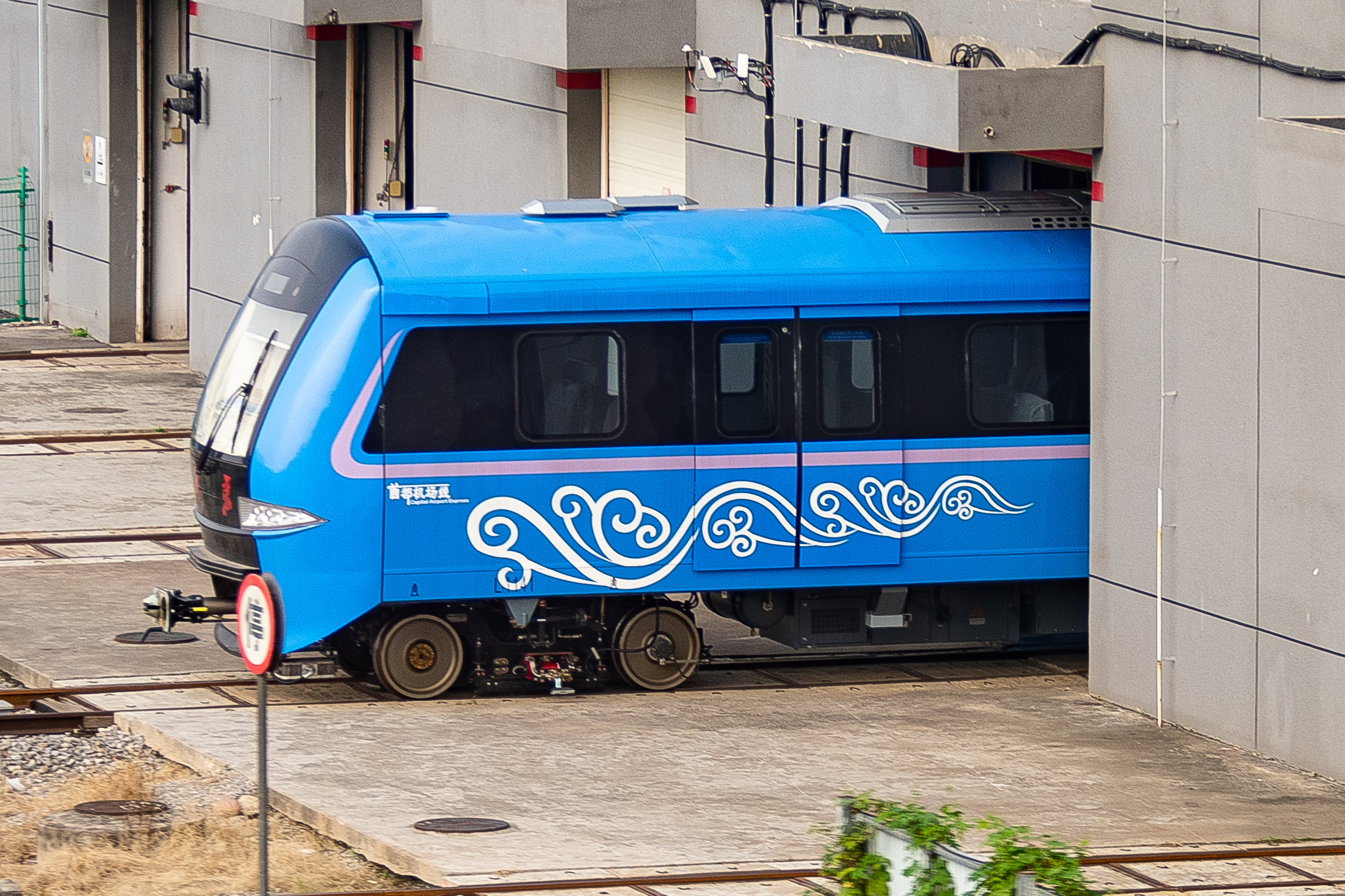
使用另一种新涂装的114号车在天竺车辆段内
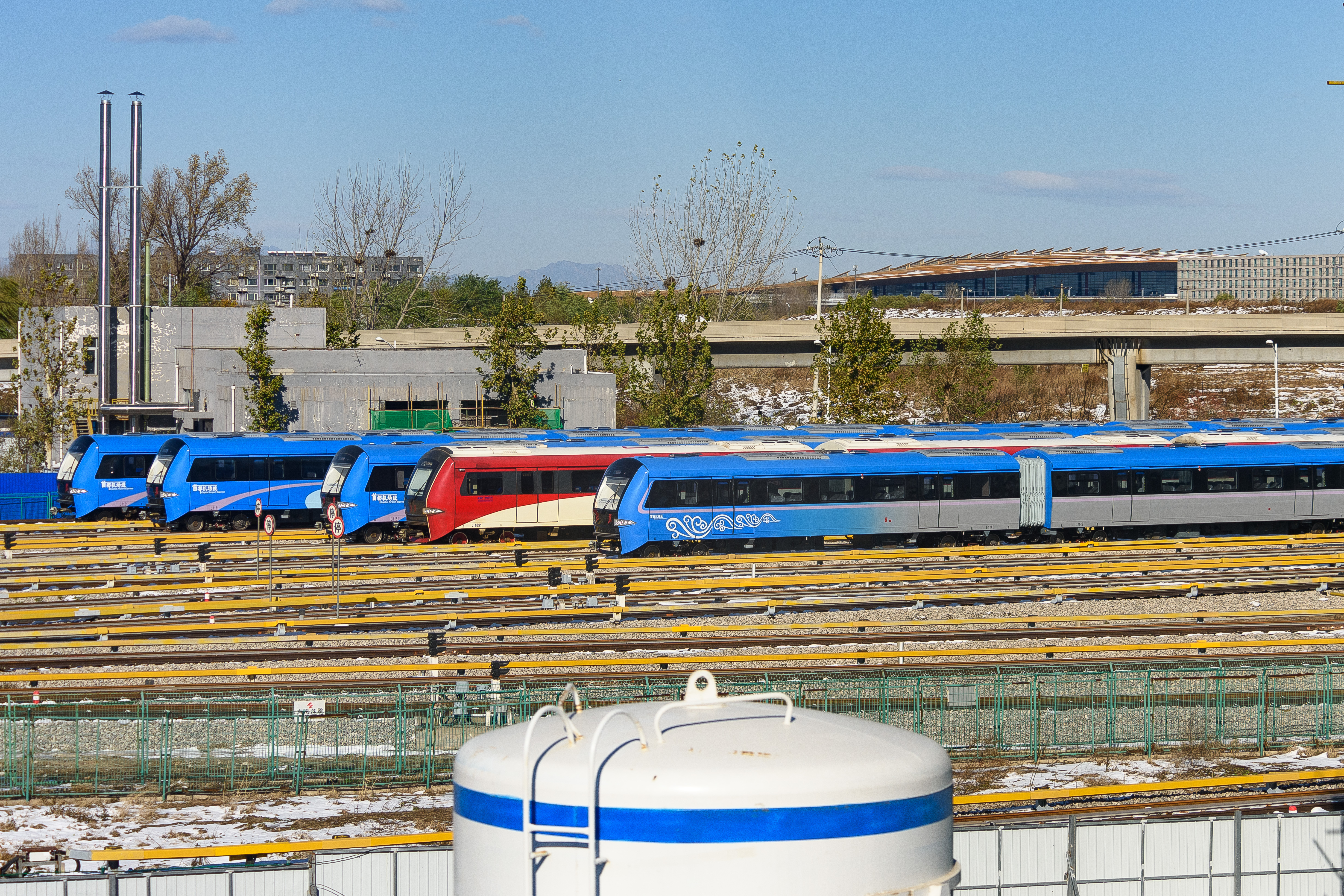
停放在天竺车辆段内的112、113、115、109、114号车（从左至右）

## 列车大修
2012年，QKZ5型电动车组开始进入80万公里大修阶段，先行对8组列车进行检修，首列车于2012年2月13日调试完毕。
2020年1月起，首都机场线开始对QKZ5型的车厢内部进行改造，车厢客室LCD电视显示器更改为可显示航班信息的27英寸智能多媒体显示器，车门上方原本张贴的纸质线路图也更换为LCD动态地图。
约2021年起，首都机场线QKZ5型车辆陆续送往京车公司厂修，厂修后座椅更换为CCD3004型所用座椅相似款式，2022年起陆续投运。